# Декан, Жан-Батист
Жан-Батист Декан (фр. Jean-Baptiste Descamps; 28 августа 1714, Дюнкерк — 30 июня 1791, Руан) — французский рисовальщик, живописец эпохи неоклассицизма, историк искусства и писатель-биограф. Автор биографического словаря «Жизнеописания фламандских, немецких и голландских художников» (La Vie des Peintres Flamands, Allemands et Hollandois).

## Биография
Семья Декана долгое время была против того, чтобы Жан-Батист начал заниматься живописью, хотя его дядей по материнской линии был пейзажист Луи де Кайпер. Отец отправил Жана-Батиста на два года изучать гуманитарные науки в коллеж иезуитов в Ипре. Но сын бежал в Антверпен, чтобы пройти обучение живописи. а затем поступил в Королевскую академию живописи и скульптуры в Париже, где учился под руководством Никола Ланкре и Николя де Ларжильера, вместе с которым работал над картинами к коронации Людовика XV.
Окончив академию, он давал частные уроки рисования. В 1740—1741 годах вместе с Шарлем Андре Ван Лоо совершил длительную поездку по Англии, где познакомился с другом Вольтера Пьером-Робером Ле Корнье де Сидевилем, французским учёным, одним из учредителей Академии наук, литературы и искусства Руана (1744), который убедил молодого художника выбрать Руан в качестве места будущего жительства и работы.

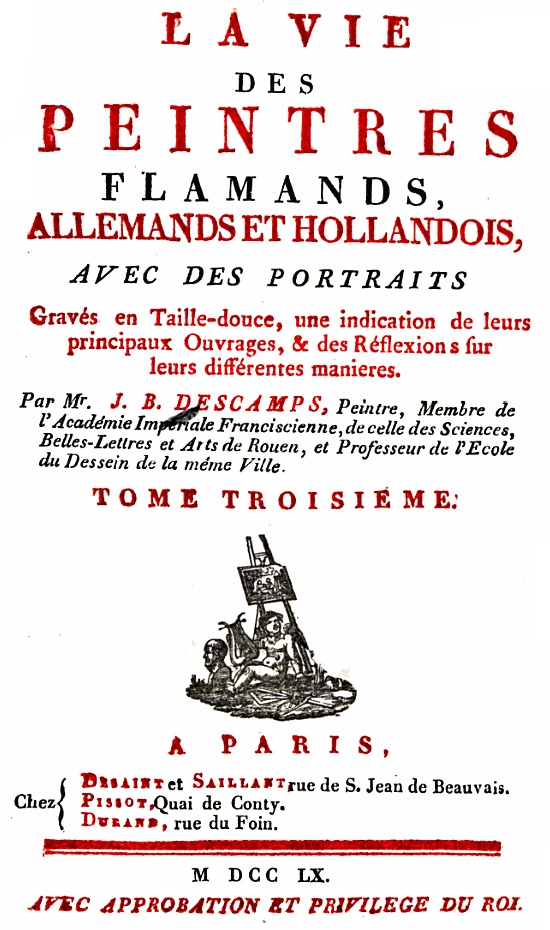
Титульный лист «Жизнеописание фламандских, немецких и голландских художников». 1760

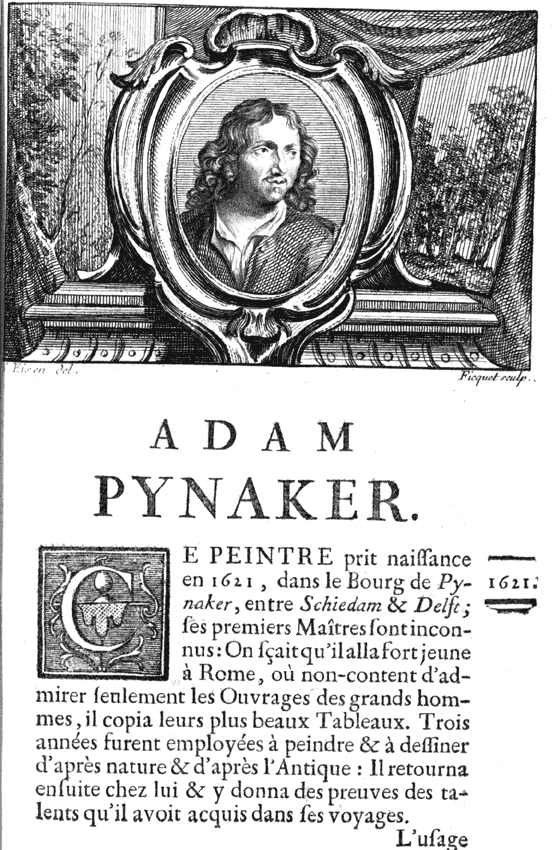
Адам Пейнакер. 2-й том Жизнеописаний. Гравюра Ш. Эйзена

Переселившись в Руан в 1741 году, Декан основал по образцу Королевского Дублинского общества студию рисования, а позже, в 1749 году с помощью своего нового друга — Школу рисунка, ставшую частью Академии Руана. Вскоре число учеников стало настолько значительным, что приобретённое им обширное помещение не могло их вместить. Академия, членом которой он был, при содействии некоторых друзей искусств учредила по решению ратуши премию в 200 франков для учеников школы. Из этой школы, которая пользовалась большой популярностью, вышло много хороших художников. Школа следовала основным идеям эпохи Просвещения и сыграла ключевую роль в развитии живописного искусства в Нормандии. Декан руководил своей художественной школой до самой смерти в 1791 году. Школа Декана послужила образцом для других провинциальных школ, открывавшихся в Лионе, Дижоне, Марселе и Орлеане.
20 сентября 1744 года в Руане Жан-Батист женился на Мари Анне де Мони, от которой у него родилось двое детей в 1741 и 1742 годах.
Жан-Батист Декан писал картины бытового жанра под влиянием произведений Жана-Батиста Грёза. В 1764 году стал членом Королевской академии живописи и скульптуры в Париже. С 1765 года выставлял свои работы в парижском Салоне. Кроме живописи и руководства школой, Декан получил известность в качестве автора мемуаров, написанных для Французской академии, за которые был награждён в 1767 году специальной премией.
Он с раннего возраста восхищался произведениями великих мастеров: Рубенса, Ван Дейка, Тенирса, Йорданса и, поселившись в Руане, решил написать их историю. Декан использовал биографии художников из сочинений Карела ван Мандера и Арнольда Хоубракена, включив их в 4-х томное издание «Жизнеописание фламандских, немецких и голландских художников» («La Vie des Peintres Flamands, Allemands et Hollandois»), проиллюстрированное выдающимися гравюрами Шарля Эйзена и опубликованного между 1753 и 1763 годами в Париже.
Что касается литературной части книги, то она вызвала суровую критику. По мнению П.-Ж. Мариетта: «Мы ожидали найти в „Жизнеописаниях художников Нидерландов“ больше исследований и больше критики. Но автор ограничился переводом на французский язык, насколько мог, того, что Ван Мандер, Хoубракен и другие фламандские авторы написали на их языке, и если он и делал некоторые дополнения, то они касались лишь тех художников, с которыми он жил и перед которыми он расточает мало заслуженных похвал. Читать его также необходимо с осторожностью, поскольку в этой книге допущено довольно много серьёзных ошибок».
В 1769 году Жан-Батист Декан опубликовал «Живописное путешествие по Фландрии и Брабанту» (Voyage pittoresque de la Flandre et du Brabant) — первый путеводитель по искусству, созданный для региона Фландрии и Брабанта, в котором описаны города и основные церкви Фландрии и Брабанта с их произведениями искусства.
Этими работами Жан-Батист Декан способствовал возрождению интереса к старым фламандским мастерам и фламандской живописи барокко, особенно к Хансу Мемлингу и Яну ван Эйку.